# الزمر (صنعاء القديمة)

تعديل مصدري - تعديل

حارة الزمر هي إحدى حارات مدينة صنعاء القديمة، بلغ تعداد سكانها 518 نسمة حسب تعداد اليمن لعام 2004.